# Vladislao Cap
Vladislao Wenceslao Cap, niekiedy Vladislao Vladimir Cap (ur. 15 lipca 1934 w Avellaneda, zm. 14 września 1982 w Buenos Aires) – argentyński piłkarz i trener pochodzenia polskiego.

## Życiorys
Jego ojciec Teodor Cap był Polakiem, pochodził z chłopskiej rodziny z Zahutynia pod Sanokiem, w wieku 26 lat w 1928 wyemigrował do Argentyny, tam pracował przy budowie kolei, pierwotnie mając zamiar powrócić do ojczyzny po zarobieniu pieniędzy, jednak później ożenił się z kobietą pochodzącą z mieszanej rodziny węgiersko–rumuńskiej.
Ich synami był urodzony w Avellaneda Cap w 1934 Vladislao (Władysław) oraz Józef, który przyszedł na świat trzy lata później. Pierwszy z nich karierę piłkarską rozpoczął w 1952 roku w klubie Arsenal de Llavallol Buenos Aires, następnie w 1953 roku przeszedł do klubu CA Argentino de Quilmes. W 1954 roku został graczem klubu Racing Club de Avellaneda. W 1961 roku grał w klubie Club Atlético Huracán, a w 1962 roku w River Plate. W 1966 roku zakończył karierę w klubie CA Vélez Sarsfield (w ostatnim sezonie rozegrał 14 meczów i zdobył bramkę). Cap w lidze argentyńskiej rozegrał 295 meczów i zdobył 5 bramek.
Jako piłkarz klubu Racing był w kadrze reprezentacji podczas turnieju Copa América 1959, gdzie Argentyna zdobyła mistrzostwo Ameryki Południowej. Cap zagrał we wszystkich sześciu meczach – z Chile (7 marca – debiut w reprezentacji), Boliwią, Peru, Paragwajem (zdobył bramkę), Urugwajem i Brazylią. Wziął udział w finałach mistrzostw świata w 1962 roku, gdzie Argentyna nie zdołała przebrnąć przez fazę grupową. Cap zagrał w dwóch meczach – z Anglią i Węgrami. W reprezentacji Argentyny Cap rozegrał 11 meczów i zdobył 1 bramkę. Miał opinię pracowitego piłkarza.
Po zakończeniu kariery piłkarskiej został trenerem – w latach 1968–1969 trenował drużynę klubu Ferro Carril Oeste. Na początku 1974 roku zastąpił Sívoriego na posadzie trenera narodowej reprezentacji. Prowadził reprezentację podczas finałów mistrzostw świata w 1974 roku, gdzie Argentyna dotarła do ćwierćfinału. Kierowany przez Capa zespół rozegrał 6 meczów – 1 zwycięski (4:1 z Haiti), 2 zremisowane (1:1 z Włochami i 1:1 z NRD) oraz 3 przegrane (2:3 z Polską, 0:4 z Holandią i 1:2 z Brazylią). Po nieudanych mistrzostwach stanowisko trenera przejął po nim César Luis Menotti.
W latach 1980–1981 był trenerem drużyny klubu CA Platense, a w 1982 roku pracował w klubie Boca Juniors. Pracował także w Chacarita Juniors i CA Independiente. W swojej karierze trenerskiej pracował także za granicą – w Kolumbii, Peru, Ekwadorze (w 1978 roku w LDU Quito) i Meksyku.
Był żonaty, miał cztery córki. Jego krewni zamieszkiwali także w Sanoku i w podsanockiej Dolinie (m.in. inżynierowie Maria Cap i Zenon Cap). Podczas gdy prowadził Argentynę w turnieju MŚ 1974, w tym w meczu przeciwko Polsce (2:3), jego ojciec Teodor przebywał po raz pierwszy od czasu swojego wyjazdu z ojczyzny (prawie 50 lat) na rodzinnej ziemi w Sanoku.
Zmarł 14 września 1982 w wieku 48 lat w szpitalu w Buenos Aires.